# 阿卜杜拉·拉希迪
阿卜杜拉·拉希迪（Abdullah Al-Rashidi，1963年8月21日—），科威特射擊運動員，他代表科威特隊參加了日本舉行的2020年夏季奧林匹克運動會，並且在男子定向飛靶比賽上獲得銅牌。